# Olympische Geschichte Ruandas
| Gelbes Symbol für Goldmedaillen mit stilisierten Olympischen Ringen | Graues Symbol für Silbermedaillen mit stilisierten Olympischen Ringen | Braundes Symbol für Bronzemedaillen mit stilisierten Olympischen Ringen |
| ------------------------------------------------------------------- | --------------------------------------------------------------------- | ----------------------------------------------------------------------- |
| —                                                                   | —                                                                     | —                                                                       |

Ruanda, dessen NOK, das Comité National Olympique et Sportif du Rwanda, 1984 gegründet und im selben Jahr vom IOC anerkannt wurde, nimmt seit 1984 an Olympischen Sommerspielen teil. Zu Winterspielen wurden bislang keine Athleten geschickt. Medaillen wurden bislang nicht gewonnen.

## Übersicht
Ruandische Sportler nahmen erstmals bei den Spielen von Los Angeles 1984 teil. Die Olympiamannschaft 1984 bestand aus drei Leichtathleten, zwei Männern und eine Frau. Erster Olympionike war am 3. August 1984 der 800-Meter-Läufer Jean-Marie Rudasingwa, erste Olympionikin eine Woche später die 3000-Meter-Läuferin Marcianne Mukamurenzi. Auch 1988 in Seoul bestand die ruandische Mannschaft nur aus Leichtathleten.
1992 in Barcelona gaben ruandische Radrennfahrer ihr Olympiadebüt. 1996 in Atlanta gab es den ersten Erfolg für Ruanda. Mathias Ntawulikura erreichte im 10.000-Meter-Lauf das Finale und wurde Achter. In Sydney 2000 gingen erstmals ruandische Schwimmer an den Start, in London 2012 ein Judoka. In Paris 2024 nahm erstmals eine Fechterin teil.

## Übersicht der Teilnehmer

### Sommerspiele

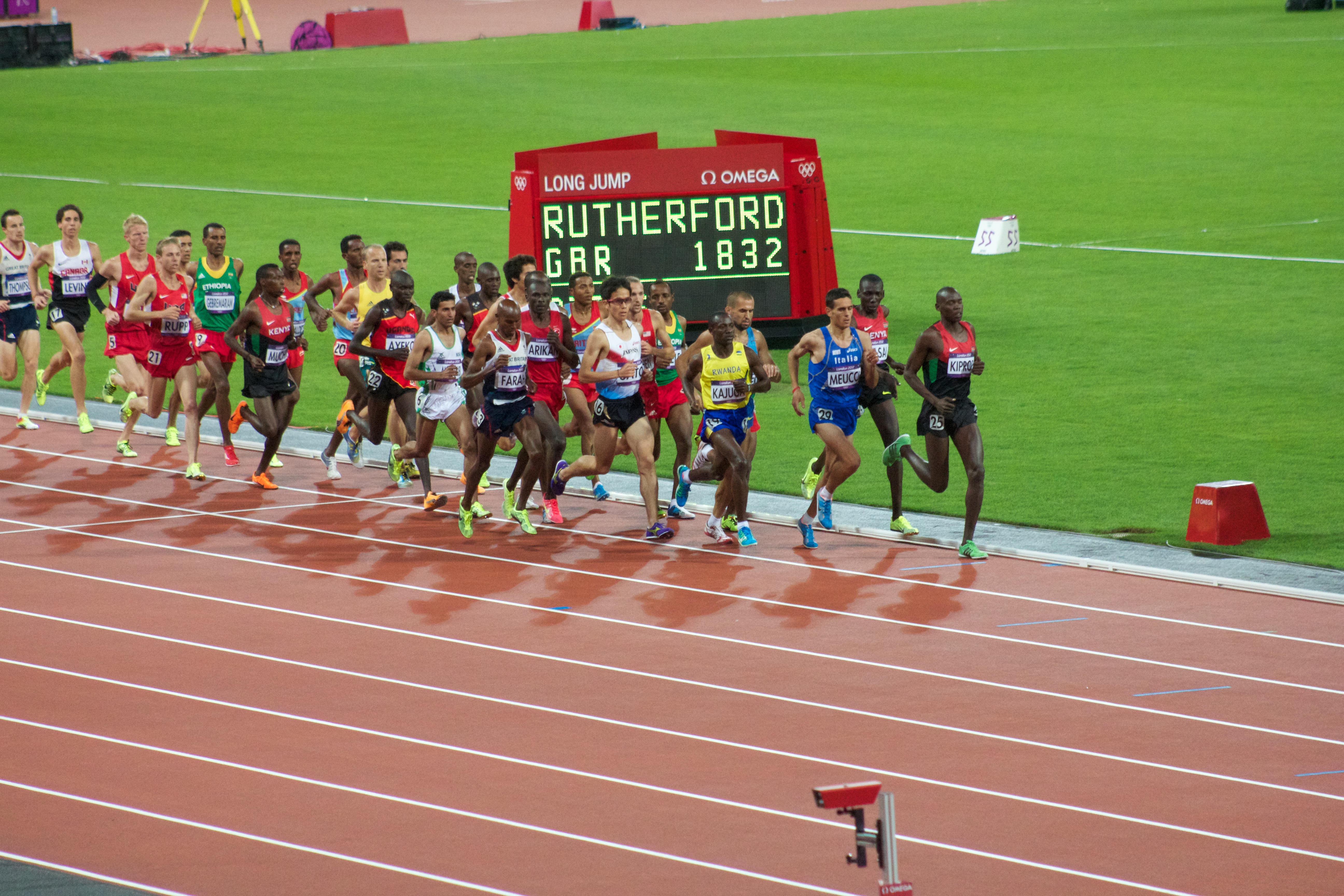
Robert Kajuga im 10.000-Meter-Lauf bei den Olympischen Sommerspielen 2012 in London

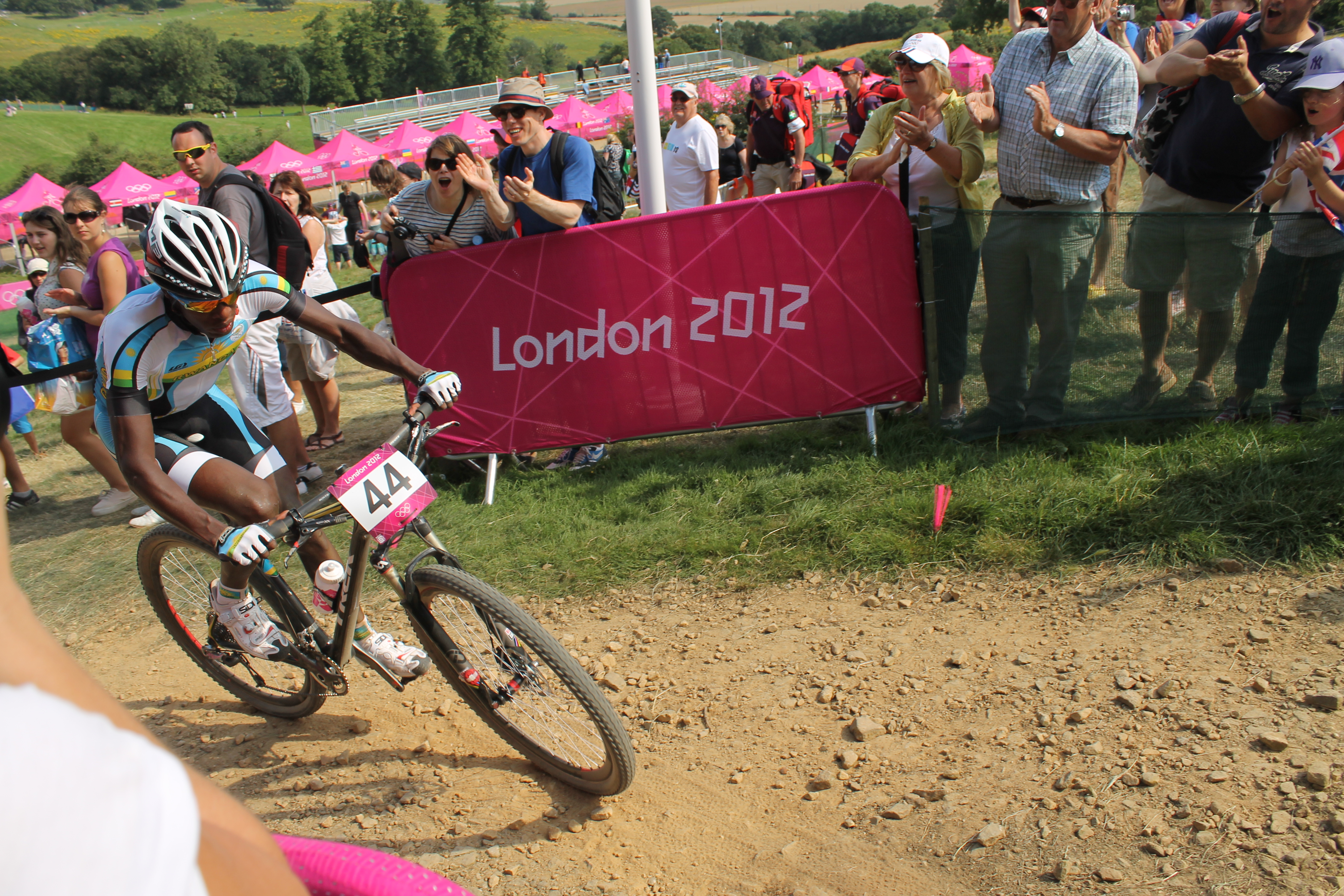
Adrien Niyonshuti im Mountainbike-Rennen bei den Olympischen Sommerspielen 2012 in London

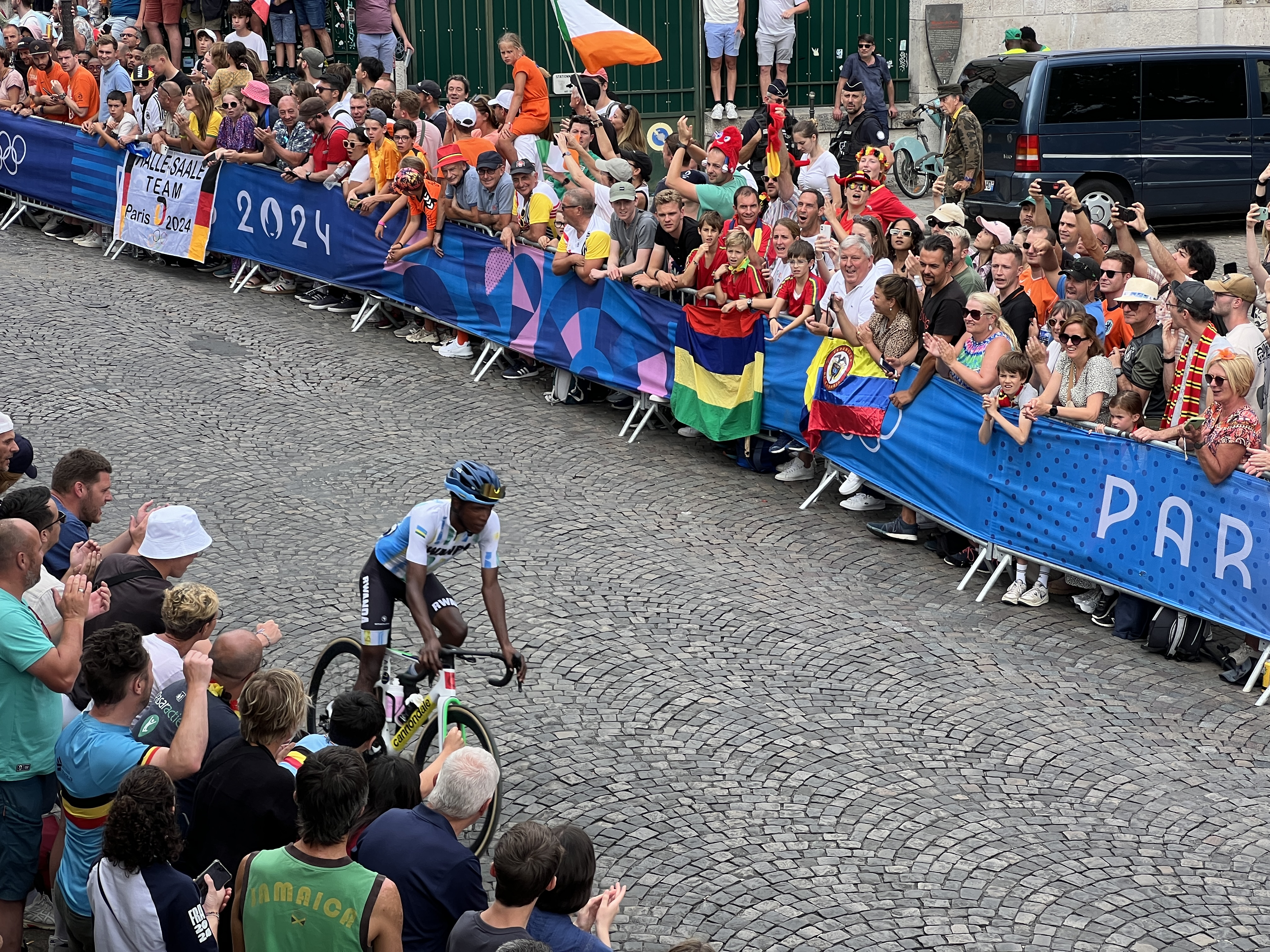
Eric Manizabayo beim Straßenrennen am 3. August 2024 in Montmartre, Paris

| Jahr      | Athleten           | Athleten           | Athleten           | Sportarten         | Sportarten         | Sportarten         | Sportarten         | Sportarten         | Medaillen          | Medaillen          | Medaillen          | Medaillen          | Rang |
| Jahr      | Gesamt             |                    |                    |                    |                    |                    |                    |                    |                    |                    |                    | Medaillen – Gesamt | Rang |
| --------- | ------------------ | ------------------ | ------------------ | ------------------ | ------------------ | ------------------ | ------------------ | ------------------ | ------------------ | ------------------ | ------------------ | ------------------ | ---- |
| 1896–1980 | nicht teilgenommen | nicht teilgenommen | nicht teilgenommen | nicht teilgenommen | nicht teilgenommen | nicht teilgenommen | nicht teilgenommen | nicht teilgenommen | nicht teilgenommen | nicht teilgenommen | nicht teilgenommen | nicht teilgenommen |      |
| 1984      | 3                  | 2                  | 1                  |                    |                    | 3                  |                    |                    |                    |                    |                    |                    |      |
| 1988      | 6                  | 3                  | 3                  |                    |                    | 6                  |                    |                    |                    |                    |                    |                    |      |
| 1992      | 10                 | 7                  | 3                  |                    |                    | 7                  | 3                  |                    |                    |                    |                    |                    |      |
| 1996      | 4                  | 4                  | 0                  |                    |                    | 4                  |                    |                    |                    |                    |                    |                    |      |
| 2000      | 5                  | 3                  | 2                  |                    |                    | 3                  |                    | 2                  |                    |                    |                    |                    |      |
| 2004      | 5                  | 3                  | 2                  |                    |                    | 3                  |                    | 2                  |                    |                    |                    |                    |      |
| 2008      | 4                  | 2                  | 2                  |                    |                    | 2                  |                    | 2                  |                    |                    |                    |                    |      |
| 2012      | 7                  | 5                  | 2                  |                    | 1                  | 3                  | 1                  | 2                  |                    |                    |                    |                    |      |
| 2016      | 7                  | 4                  | 3                  |                    |                    | 3                  | 2                  | 2                  |                    |                    |                    |                    |      |
| 2020      | 5                  | 3                  | 2                  |                    |                    | 2                  | 1                  | 2                  |                    |                    |                    |                    |      |
| 2024      | 8                  | 3                  | 5                  | 1                  |                    | 2                  | 3                  | 2                  |                    |                    |                    |                    |      |
| Gesamt    | Gesamt             | Gesamt             | Gesamt             | Gesamt             | Gesamt             | Gesamt             | Gesamt             | Gesamt             | 0                  | 0                  | 0                  |                    |      |

### Winterspiele
| Jahr      | Athleten           | Athleten           | Athleten           | Sportarten         | Medaillen          | Medaillen          | Medaillen          | Medaillen          | Rang               |
| Jahr      | Gesamt             |                    |                    | Sportarten         |                    |                    |                    | Medaillen – Gesamt | Rang               |
| --------- | ------------------ | ------------------ | ------------------ | ------------------ | ------------------ | ------------------ | ------------------ | ------------------ | ------------------ |
| 1924–2022 | nicht teilgenommen | nicht teilgenommen | nicht teilgenommen | nicht teilgenommen | nicht teilgenommen | nicht teilgenommen | nicht teilgenommen | nicht teilgenommen | nicht teilgenommen |
| Gesamt    | Gesamt             | Gesamt             | Gesamt             | Gesamt             | 0                  | 0                  | 0                  | 0                  |                    |

## Liste der Medaillengewinner

### Goldmedaillen
Bislang (Stand August 2024) keine Goldmedaillen.

### Silbermedaillen
Bislang (Stand August 2024) keine Silbermedaillen.

### Bronzemedaillen
Bislang (Stand August 2024) keine Bronzemedaillen.